# Joan Benlloch i Vivó
Joan Baptista Benlloch i Vivó (València, 29 de desembre de 1864 — Madrid, 14 de febrer de 1926) va ser un eclesiàstic, bisbe i cardenal valencià. Va ser bisbe d'Urgell, càrrec amb què també va accedir a la responsabilitat de 55è copríncep d'Andorra, i més tard arquebisbe de Burgos.

## Biografia
Va estudiar al Seminari Conciliar de València on obtingué les llicenciatures en teologia (1887) i dret canònic (1890). Va obtenir el grau de Batxiller en Arts per la Universitat de València.
Va ser coadjutor de la parròquia d'Almàssera (1888) i després rector de la mateixa església. El 1893 fou nomenat rector de la parròquia dels "Sants Joans" de la ciutat de València El 9 d'abril de 1900 va ser nomenat xantre de la catedral de Segòvia i poc després vicari general i vicari capitular. El 16 de novembre de 1901 va ser ordenat bisbe titular d'Hermòpolis Magna i preconitzat Administrador Apostòlic de la diòcesi de Solsona (1895-1901).

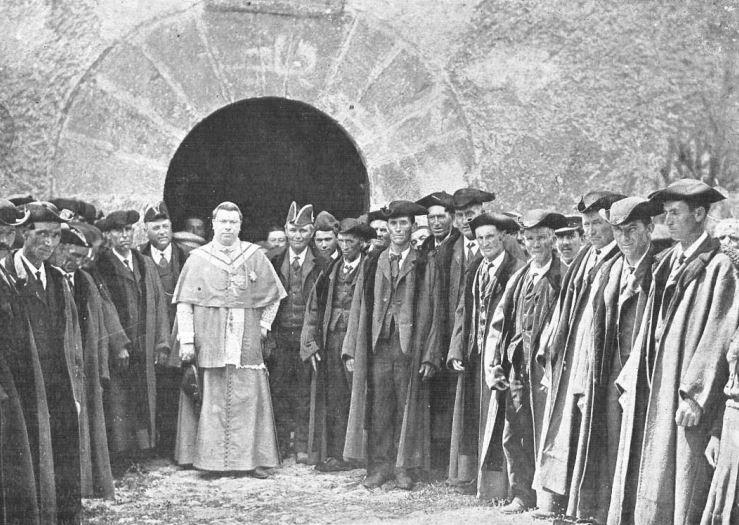
Joan Benlloch, com a copríncep, rebut pel Consell General d'Andorra el 1907

El 6 de desembre de 1906 va ser nomenat bisbe d'Urgell, càrrec que va ocupar fins al 1919, que va ser traslladar a Burgos com a arquebisbe de la seua arxidiòcesi.
El 1921 va ser elevat a la dignitat de cardenal del títol de Santa Maria in Ara Coeli, i en aquesta condició va participar en el conclave de 1922 que elegí el papa Pius XI. Entre setembre de 1923 i gener de 1924 el govern espanyol li encomanà una missió diplomàtica a les repúbliques hispanoamericanes.
Es declarava admirador de la poesia de Teodor Llorente i de la poesia en general. A ell es deu la lletra de l'Himne Nacional d'Andorra, tothora vigent. Va ser una persona de tracte afable, el que contrastava amb la cura en la manera de vestir «de la qual es va ocupar sempre amb un mirament que ens recordava a aquells cardenals de l'època del Renaixement».
Està enterrat a la Basílica de la Mare de Déu dels Desemparats. Té dedicada una important avinguda a la ciutat de València.